# NGC 1315
NGC 1315 (również PGC 12671) – galaktyka spiralna z poprzeczką (SB0-a), znajdująca się w gwiazdozbiorze Erydanu. Została odkryta 13 listopada 1835 roku przez Johna Herschela. Galaktyka ta należy do gromady w Erydanie.